# Namea calcaria
Namea calcaria là một loài nhện trong họ Nemesiidae.
Namea calcaria được miêu tả năm 1984 bởi Raven.